# Акахар, Джамаль
Джамаль Акахар (араб. جمال أقشار‎; родился 14 октября 1982 года, Бреда, Нидерланды) — нидерландский и марокканский футболист, завершивший игровую карьеру, выступал на позиции нападающего.

## Карьера
Джамаль Акахар начинал свою футбольную карьеру в молодёжном составе амстердамского «Аякса», выступая на позиции атакующего полузащитника. Позже, играя за «Аякс 2», Акахар не смог получить разрешение на заключение контракта с клубом, поэтому ему пришлось выступать за любительскую команду «Аякс Затердаг». Помимо футбола, Акахару приходилось работать в Амстердаме водителем такси.
9 декабря 2002 года, «Аякс» заключил с Джамалем контракт на полтора года. В составе клуба он дебютировал 5 апреля 2003 года в матче Эредивизи против «Розендала», выйдя на замену во втором тайме вместо Стивена Пинара; игра завершилась уверенной победой «Аякса» со счётом 4:1. Этот матч стал единственным для футболиста в основном составе клубе, ещё в течение двух сезонов Джамаль играл за молодёжный состав амстердамцев.
В 2004 году Джамаль в качестве свободного игрока перешёл в клуб Эрстедивизи «Камбюр» из города Леуварден; с игроком был подписан контракт на два года Дебют Акахара состоялся 15 августа в матче против «Волендама», завершившимся крупным гостевым поражением «Камбюра» со счётом 4:0. В дебютном сезоне за клуб Джамаль провёл в чемпионате 27 игр и забил 5 голов.
После опоздания на один из сборов Джамаль был отстранён от тренировок главным тренером Роем Весселингом. Но затем дела бывшего водителя такси пошли ещё хуже. Служебный автомобиль марки Фольксваген Гольф, который принадлежал клубу, находился у Джамаля, но он отказался отдать его клубу. В конечном счёте Джамаль был арестован и отправлен в камеру за присвоение чужой собственности. После судебных разбирательств в арбитражном суде, «Камбюр» 1 января 2006 года принял решение уволить Акахара из клуба и разорвать с ним контракт.
В июне 2007 года Джамаль подписал трёхлетний контракт с марокканским клубом «Магреб». В конце октября 2008 года Акахар разорвал контракт с клубом, так как он не исполнял финансовые обязанности перед футболистом. В ноябре 2008 года нидерландский клуб «Эммен» пытался заполучить Джамаля в свою команду. Джамаль прошёл просмотр в клубе, но в итоге «Эммен» отказался от подписания контракта с Акахаром.
В марте 2014 года Джамаль побывал на ежегодном сборе бывших игроков «Аякса». Среди 129 экс-футболистов, он оказался самым молодым из присутствовавших, в возрасте 31 года.